# Lepenac, Mojkovac
Lepenac este un sat din comuna Mojkovac, Muntenegru. Conform datelor de la recensământul din 2003, localitatea are 452 de locuitori (la recensământul din 1991 erau 513 locuitori).

## Demografie
În satul Lepenac locuiesc 355 de persoane adulte, iar vârsta medie a populației este de 38,7 de ani (37,1 la bărbați și 40,6 la femei). În localitate sunt 127 de gospodării, iar numărul mediu de membri în gospodărie este de 3,56.
Populația localității este foarte eterogenă.
|  |

| Demografie | Demografie | Demografie |
| An         | Locuitori  | Locuitori  |
| ---------- | ---------- | ---------- |
|            |            |            |
|            |            |            |
|            |            |            |
|            |            |            |
| 1948       | 557        |            |
| 1953       | 561        |            |
| 1961       | 637        |            |
| 1971       | 656        |            |
| 1981       | 651        |            |
| 1991       | 513        | 511        |
| 2003       | 460        | 452        |

| \| Componența etnică conform recensământului din 2003[2] \| Componența etnică conform recensământului din 2003[2] \| Componența etnică conform recensământului din 2003[2] \| Componența etnică conform recensământului din 2003[2] \| Componența etnică conform recensământului din 2003[2] \| \| ----------------------------------------------------- \| ----------------------------------------------------- \| ----------------------------------------------------- \| ----------------------------------------------------- \| ----------------------------------------------------- \| \| \| \| \| \| \| \| Muntenegreni \| Muntenegreni \| \| 266 \| 58,84% \| \| Sârbi \| Sârbi \| \| 172 \| 38,05% \| \| necunoscută \| necunoscută \| \| 0 \| 0% \| |              |  |     |        |
| Componența etnică conform recensământului din 2003 |              |  |     |        |
| |              |  |     |        |
| Muntenegreni | Muntenegreni |  | 266 | 58,84% |
| Sârbi | Sârbi        |  | 172 | 38,05% |
| necunoscută | necunoscută  |  | 0   | 0%     |